# Naponee, Nebraska
Naponee este o localitate și o municipalitate cu statutul de sat din comitatul Franklin, statul Nebraska, Statele Unite ale Americii.
Populația așezării a fost de 132 locuitori, la data recensământului din anul 2000.  Localitatea, care se află la altitudinea de 585 m deasupra n.m., ocupă o suprafață de 0,6 km2, în întregime, 0,6 km2, uscat.

## Personalități marcante
- David Janssen, actor